# Lijst van Stolpersteine in Friesland

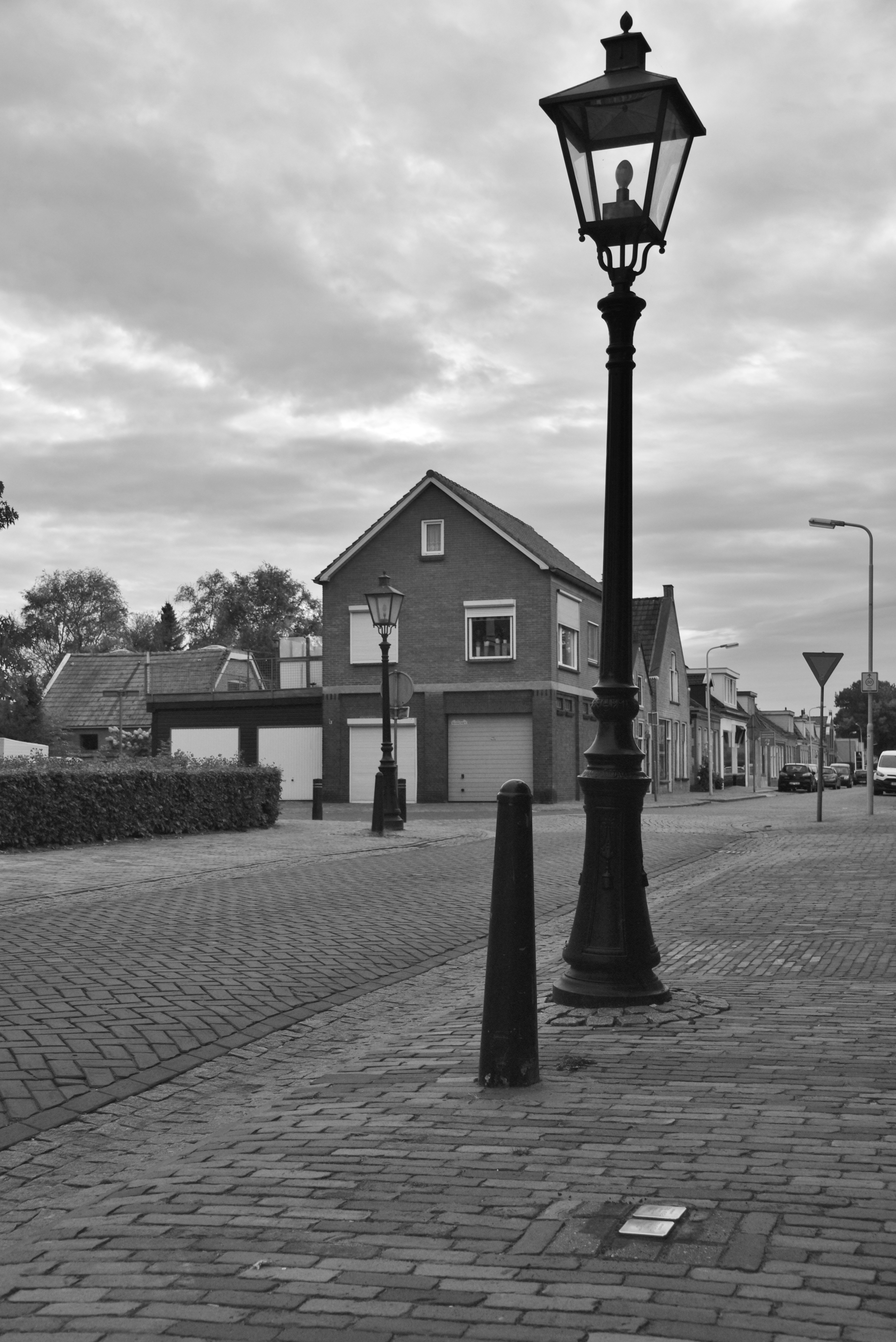
Stolpersteine in Wolvega, Weststellingwerf

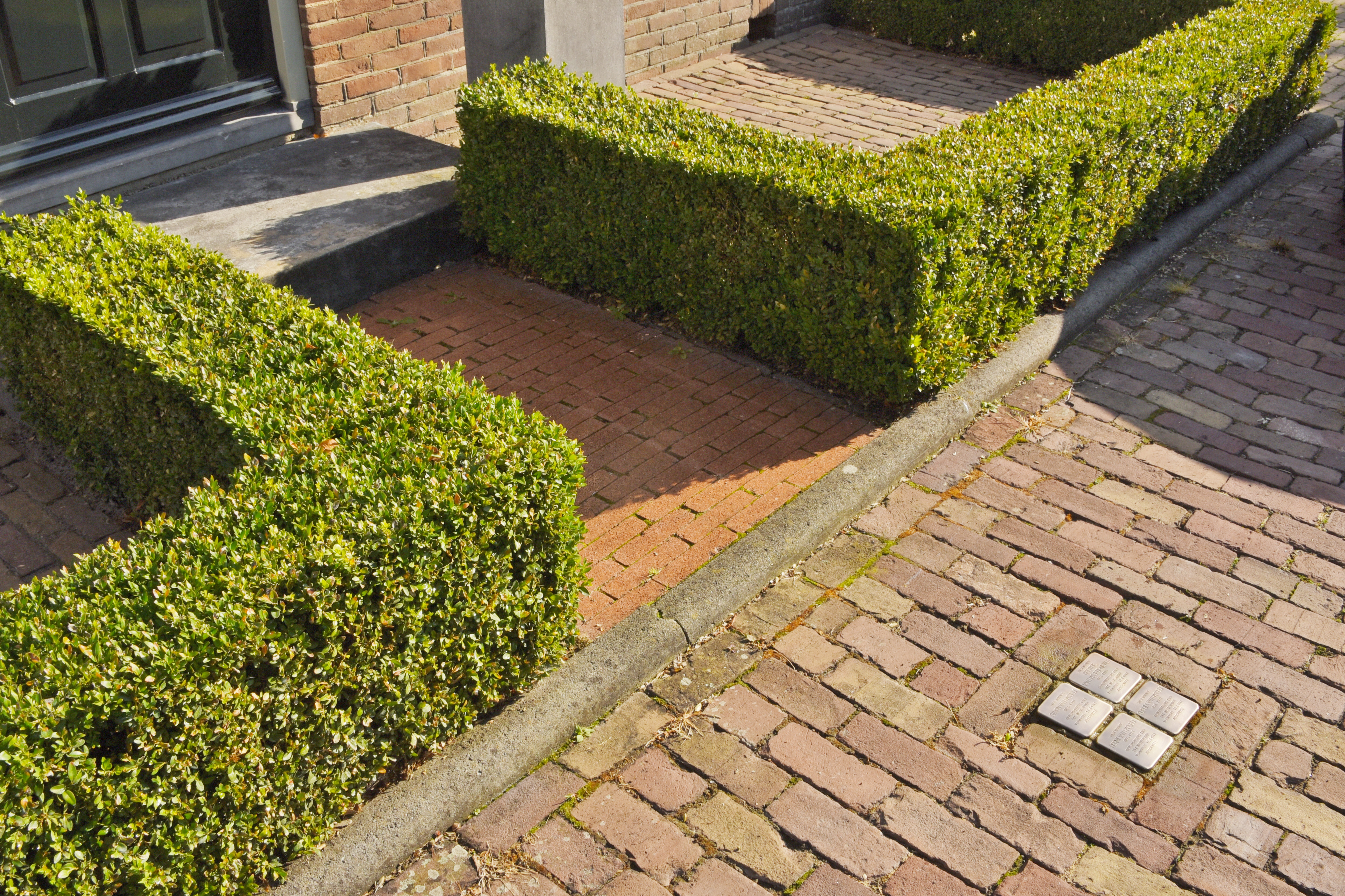
Stolpersteine in Waskemeer, Ooststellingwerf

De lijst van Stolpersteine in Friesland geeft een overzicht van de gedenkstenen die in de Nederlandse provincie Friesland zijn geplaatst in het kader van het Stolpersteine-project van de Duitse beeldhouwer-kunstenaar Gunter Demnig. Op de stenen staat de naam, het geboortejaar en jaar en plaats van overlijden van het slachtoffer. Omdat het Stolpersteine-project doorloopt, kan deze lijst onvolledig zijn. De eerste struikelstenen in Friesland werden geplaatst op 20 april 2009 in Sneek, gemeente Súdwest-Fryslân.

## Stolpersteine
In de volgende gemeenten bevinden zich Stolpersteine:
- De Friese Meren
- Harlingen
- Heerenveen
- Leeuwarden
- Noardeast-Fryslân
- Ooststellingwerf
- Opsterland
- Schiermonnikoog
- Smallingerland
- Súdwest-Fryslân
- Terschelling
- Tietjerksteradeel
- Waadhoeke
- Weststellingwerf